# Шихалиев, Шамиль Шихалиевич
Шамиль Шихалиевич Шихалиев (18 июля 1974, Буйнакск, Дагестанская АССР, РСФСР, СССР ) — российский историк, арабист, кандидат исторических наук. Автор более 100 научных публикаций на русском, английском и немецком языках.

## Биография
Родился в городе Буйнакск. По национальности — кумык, родом из села Нижний Дженгутай Буйнакского района. С 1991 по 1994 годы учился в Дагестанском исламском институте им. М. ал-Яраги (ныне Дагестанский исламский университет им. имама Шафии). В 1998 году окончил факультет иностранных языков Дагестанского государственного педагогического университета. С этого же 1998 года является участником ежегодных археографических экспедиций ИИАЭ по локализации, фиксации и изучению письменных памятников Дагестана на восточных языках. После чего один год работал преподавателем английского языка в Нижнедженгутаевской средней школе. После чего перешёл на работу на кафедру арабского языка факультета иностранных языков Дагестанского государственного педагогического университета. В 2007 году защитил кандидатскую диссертацию по теме: «Исламизация Дагестана в X - XVI вв.: историко-культурные аспекты». С 2008 года возглавляет Фонд восточных рукописей при Институте ИАЭ.

## Трудовая деятельность
- 1998 — 1999 — преподаватель английского языка в Нижнедженгутаевской средней школе.
- 1999 — 2005 — ассистент кафедры арабского языка факультета иностранных языков Дагестанского государственного педагогического университета.
- 2000 — н.в. — старший лаборант в Институте истории, археологии и этнографии ДНЦ РАН старшим лаборантом в Центре востоковедения.
- 2001 — 2008 — младший научный сотрудник ИИАЭ ДНЦ РАН.
- 2008 — н.в. — заведующий отделом восточных рукописей ИИАЭ ДНЦ РАН.

## Почетные звания и награды
- Грамота ИИАЭ ДНЦ РАН (2004);
- Грамота ДНЦ РАН (2006);
- Грамота комитета Правительства Республики Дагестан по делам архивов (2008);
- Почетная грамота Правительства Республики Дагестан (2017).

### Книги
- Шихалиев Ш.Ш., Наврузов А.Р. Из истории жизни и творчества Али Каяева и Сайфулла-кади Башларова: документы и материалы. Махачкала, 2018.
- Кемпер М., Шихалиев Ш.Ш. Административный ислам: фетвы советского периода / Ислам по-русски: анализ современной исламской литературы в России Бустанов А.К., Кемпер М. Санкт-Петербург, 2016. С. 50-94.
- Мусульманское право и обычай в российском Дагестане: источники и исследования. Хрестоматия / Сост. Бобровников В.О., Шехмагомедов М.Г., Шихалиев Ш.Ш. СПб.: Санкт-Петербургский государственный университет, Президентская библиотека им. Б.Н. Ельцина, 2017. 319 с.
- Шихалиев Ш.Ш. Торжество святости и красоты: Кораны Дагестана. М.; Н. Новгород, 2008.

### Статьи
- Шихалиев Ш.Ш. Зайнулла Расулев и Сайфулла-кади Башларов: письменные свидетельства о наставничестве двух шейхов / Традиционный Ислам в России и выдающийся башкирский ученый-теолог просветитель мусульманского мира, шейх Зайнулла Расулев.  Материалы Международной научной конференции, посвященной 185-летию со дня рождения выдающегося башкирского религиозного и общественного деятеля Зайнуллы Расулева (1833-1917). 2018. С. 359-364.
- Шихалиев Ш.Ш. Цифровой архив "Восточные рукописи Дагестана" / Роль и значение архивов и архивных документов в сохранении исторической памяти народов России и Кавказа Материалы международной научно-практической конференции. 2018. С. 473-479.
- Шихалиев Ш., Кемпер М. Кадимитская и джадидская система образования в Дагестане: взгляд на преподавание арабского языка и ислама в XX в. // Восток. Афро-Азиатские общества: история и современность. 2018. № 6. С. 105-123.
- Мусаев М.А., Шихалиев Ш.Ш., Шехмагомедов М.Г. Эпиграфика кладбища XIV-XV вв. "Ттатти-ПиР" в окрестностях сел. Баршамай // История, археология и этнография Кавказа. 2018. Т. 14. № 2. С. 33-49.
- Шихалиев Ш.Ш. Образованная мусульманка в досоветском Дагестане / Женщина и ислам Москва, 2017. С. 48-56.
- Шихалиев Ш.Ш., Michael K.  Saifullah-qadi Bashlarov: Sufi networks between the North Caucasus and the Volga-Urals / The Piety of Learning. Islamic Studies in Honor of Stefan Reichmuth Boston, 2017. С. 166-198.
- Gould R., Shikhaliev S. Beyond the taqlīd/ijtihād dichotomy: Daghestani legal thought under Russian rule // Islamic Law and Society. 2017. Т. 24. № 1-2. С. 142-169.
- Шихалиев Ш. Мусульманское реформаторство в Дагестане (1900-1930 гг.) // Государство, религия, Церковь в России и за рубежом. 2017. Т. 35. № 3. С. 134-169.
- Шихалиев Ш. Исламская пресса в раннесоветском Дагестане и журнал "Мусульмане советского Востока" // Islamology. 2017. Т. 7. № 2. С. 74-100.
- Шихалиев Ш.Ш. Краткие сведения о некоторх фетвах Хасана ал-Алкадари в его сочинении "Джираб ал-мамнун" / Жизнь и творческое наследие дагестанских ученых XIX - начала XX вв.: вопросы историографии и источниковедения Сборник статей, посвященный 180-летию Гасана Алкадари. Дербент, 2016. С. 62-79.
- Шихалиев Ш.Ш. Распространение ислама в Дагестане в XI-XVI вв. / Ислам на Северном Кавказе: история и вызовы современности Люблин-Майкоп, 2014. С. 229-246.
- Шихалиев Ш.Ш. Арабографические сочинения по суфизму на кумыкском языке в контексте развития дагестанской суфийской литературы // Вестн. ИИАЭ. 2014. № 41. С. 71-79.
- Шихалиев Ш.Ш. , Мусаев М.А. , Шуʻайб ал-Багини «“Разряды” Хваджаган-Накшбандийа и шайхов Халидийа-Махмудийа» (Табакат ал-Хваджаган ан-Накшбандийа ва-садат машаʼих ал-Халидийа ал-Махмудийа). Жизнеописание Шайха Ахмад-Афанди ат-Талали, Ars Islamica: в честь Станислава Михайловича Прозорова / сост. и отв. ред. М.Б. Пиотровский, А.К. Аликберов, Наука - Восточная литература, Москва, 2016, 573 - 603.
- Мусаев М.А., Шихалиев Ш.Ш. Чудесные деяния святых в арабоязычных суфийских биографических сочинениях дагестанских шейхов начала XX века // Письменные памятники Востока, 2(17), 2012. С. 218—232.
- Шехмагомедов М.Г. , Шихалиев Ш.Ш. , Сведения об ученом-богослове и суфийском шейхе Мамма-дибире ар-Ручи в контексте дагестанских арабоязычных биографических сочинений, Современные проблемы науки и образования, Общество с ограниченной ответственностью "Издательский Дом "Академия Естествознания", 2012.
- Шихалиев Ш.Ш. Арабоязычные произведения суфийского шейха Кунта-хаджжи Кишиева в Дагестане // Научное обозрение. Вып. 51. 2010.
- Шихалиев Ш.Ш. «Ал-Джаваб ас-сахих ли-л-ах ал-муслих» 'Абд ал-Хафиза Охлинского // Дагестан и мусульманский Восток. Сборник статей /сост. и отв. ред. А.К. Аликберов, В.О. Бобровников. М.: «Марджани», 2010. С. 339-340.
- Шихалиев Ш.Ш. Дагестанская суфийская литература XIX - нач. XX вв.: текстологический и источниковедческий разбор // Исламоведение, №2 (3). Москва, 2009.
- Османов А.И., Шихалиев Ш.Ш. Письменные памятники Востока в составе Рукописного фонда ИИАЭ ДНЦ РАН // Письменные памятники Востока, 1(10), 2009. С. 189—196.
- Шихалиев Ш.Ш. Суфийские вирды Накшбандийа и Шазилийа в Дагестане // Вестник Евразии. No 3 (37). М., 2007. С. 137–151.
- Шихалиев Ш.Ш. Суфийский шейх сегодня // Этнографическое обозрение. 2006. No2. С. 28–34.
- Шихалиев Ш.Ш. Силсила накшбандийских шейхов на Кавказе в период Кавказской войны XIX в. // Научное обозрение. Махачкала, 2005. Вып. 16.
- Шихалиев Ш.Ш. Сайпула-кади // Ислам на территории бывшей Российской империи: Энциклопедический словарь. Вып. 4 / Сост. и отв. ред. С.М. Прозоров. - М., 2003. С. 72-73.
- Шихалиев Ш.Ш. Из истории правления в Дагестане последователей накшбандийского и шазилийского тарикатов // Государство и религия в Дагестане.  Информационно-аналитический бюллетень, №1 (4). Махачкала, 2003.
- Шихалиев Ш.Ш. Керамический кувшин с оттиском текста айата суры Корана из Южного Дагестана (XII в.) // Выпуск 56, С. 28 - 35.